# Das letzte Tabu
Das letzte Tabu ist ein Dokumentarfilm des deutschen Regisseurs Manfred Oldenburg, der sich mit dem Thema Homophobie im professionellen Fußball auseinandersetzt. Der Film wurde von Broadview Pictures produziert, mit Leopold Hoesch als Produzenten. Das letzte Tabu startete exklusiv am 13. Februar 2024 auf Prime Video.

## Inhalt
Das letzte Tabu behandelt das Thema Homosexualität im Profifußball. Der Film präsentiert die persönlichen Geschichten von weniger als zehn offen homosexuellen Fußballprofis unter weltweit 500.000 aktiven männlichen Spielern. Zu Wort kommen unter anderem Thomas Hitzlsperger, Amal Fashanu, Peter Tatchell, Collin Martin, Matt Morton, Per Mertesacker, Babak Rafati, Rolf Töpperwien, Marcus Urban, Dario Minden, Tatjana Eggeling, und Tanja Walther-Ahrens.
Der Dokumentarfilm stellt die Erfahrungen und Konflikte dieser Individuen in den Vordergrund, von Selbstverleugnung bis hin zur Befreiung durch ihr Coming Out. Er hinterfragt, warum Homosexualität im Fußball immer noch ein Tabuthema ist, und stellt die gesellschaftliche Wahrnehmung und den Umgang mit diesem Thema infrage.

## Produktion
Für die Produktion ist der mehrfach ausgezeichnete Produzent Leopold Hoesch verantwortlich. Der Film ist eine Produktion von Broadview Pictures, mit Felix Gottschalk und Peter Wolf als Creative Producers. Die Regie übernahm Manfred Oldenburg, der in der Vergangenheit für seine Dokumentarfilme bereits mehrfach ausgezeichnet wurde.

## Veröffentlichung
Das letzte Tabu wurde am 13. Februar 2024 exklusiv auf Prime Video veröffentlicht. Die Free-TV-Premiere erfolgte in Österreich am 14. März 2024 in ORF 1, gefolgt vom ZDF in Deutschland am 11. Juni 2024.

## Filmkritik
Das letzte Tabu hat in der Presse eine überwiegend positive Resonanz hervorgerufen, wobei verschiedene Aspekte des Films gelobt wurden.
Die Süddeutsche Zeitung betont, dass die Dokumentation „sich die Beantwortung dieser Frage nicht leicht macht. […] ‚Das letzte Tabu‘ nimmt sich die Zeit, das Thema in seiner ganzen Ambilvalenz vorzustellen“. Ebenso wird der Film als gründlich und mit viel Aufwand recherchiert gelobt, der „diejenigen reden [lässt], um die es geht“.
Die Passauer Neue Presse hebt hervor, dass Das letzte Tabu eine neue Perspektive innerhalb der Fußballwelt eröffnet, indem es die homosexuellen Fußballer selbst zu Wort kommen lässt und damit zeigt, wie es ist, in einem Umfeld zu spielen, das sie zwingt, ihre Identität geheim zu halten.
Ebenso betont der Freitag: „Aus all diesen Darstellungen spricht sehr viel Einfühlungsvermögen – und doch gelingt es Manfred Oldenburg, dabei nicht in eine Betroffenheitserzählung abzurutschen.“
Die Frankfurter Allgemeine Zeitung lobt, dass es dem Film trotz unbeschönigten Schilderungen der Problematik gelinge, „einen großen Optimismus zu erzeugen“.
Auch Der Standard schreibt, die Doku „bringt das Thema eindrücklich aufs Tapet und macht Hoffnung“.
Queer.de verdeutlicht: „Dass der Film nun erstmalig Geschichten von Fußballern, die sich geoutet haben, versammelt und die Akteure dabei selbst ausführlich sprechen lässt, ist zumindest ein guter Anfang.“
Rory Smith widmet sich in seiner Fußball-Kolumne in der New York Times ebenfalls dem Film Das letzte Tabu.